# Siesjö
Siesjö är en sjö i Bromölla kommun i Skåne och Sölvesborgs kommun i Blekinge och ingår i Mörrumsån-Skräbeåns kustområde. Sjön har en area på 0,271 kvadratkilometer och ligger 14 meter över havet. Vid provfiske har bland annat abborre, braxen, gers och gädda fångats i sjön. Den del av sjön som ligger i Blekinge län, hör till naturreservatet Siesjö östra.

## Delavrinningsområde
Siesjö ingår i det delavrinningsområde (621786-142291) som SMHI kallar för Utloppet av Siesjö. Medelhöjden är 62 meter över havet och ytan är 8,54 kvadratkilometer. Det finns ett avrinningsområde uppströms, och räknas det in blir den ackumulerade arean 14,13 kvadratkilometer. Avrinningsområdets utflöde mynnar i havet. Avrinningsområdet består mestadels av skog (72 %) och jordbruk (20 %). Avrinningsområdet har 0,27 kvadratkilometer vattenytor vilket ger det en sjöprocent på 3,1 %.

## Fisk
Vid provfiske har följande fisk fångats i sjön:
- Abborre
- Braxen
- Gärs
- Gädda
- Mört
- Sarv
- Sutare